# 伊勢大神楽
伊勢大神楽（いせだいかぐら）は、獅子舞を舞いながら諸国を巡り、かつては伊勢神宮、現在では伊勢大神楽の神札を配布してまわる神楽師のことを指し、広義には彼らの行う芸能の総称を含む。大神楽師達は基本的には各戸で竈祓(祈祷)を行う際に獅子舞を舞うが、例外として特定村落の鎮守社境内などでは総舞と呼ばれる娯楽要素の強い芸能を披露する。
1954年（昭和29年）には三重県の指定文化財となり、1981年（昭和56年）には「とくに放下の芸系を遺す演目は芸能史的に貴重であり、獅子による曲芸という芸態にも特色があると認められている」との理由で、国の重要無形民俗文化財に指定されている（伊勢大神楽講社所属の5社中が当該文化財の保護団体になっている）。また伊勢大神楽には古来より“同種類ノ業”と呼ばれる異なる伊勢大神楽が存在しており、非常に類似した名称で活動している事が桑名市側に報告されている。これらは県や国の重要文化財指定である伊勢大神楽講社（増田神社）とは名称以外には関連性がなく、異なる風習である。
また「伊勢太神楽」のような「太」表記が用いられることが多いが正式には「伊勢大神楽」である。

## 歴史
伊勢大神楽はの起源は諸説あり、450年～600年の歴史を持つと言われる。本拠地は三重県桑名市太夫にある増田神社。江戸期の伊勢大神楽は江戸幕府・神宮（内宮）双方より神職身分を許可され、各国大名とも強い繋がりを持ち諸国を回檀していた。2016年現在では山本源太夫・森本忠太夫・山本勘太夫・加藤菊太夫・石川源太夫ら五つの家元(社家)の活動が報告されているが、最盛期には十二の家元が全国を回檀した。

## 家元(社家)
最盛期には桑名太夫に十二家の家元(社家)があったと言われるが、現在は東阿倉川系石川源太夫家を含め五家のみが存続しており、廃業した家元の檀那場の一部は存続する太夫家に引き継がれている。

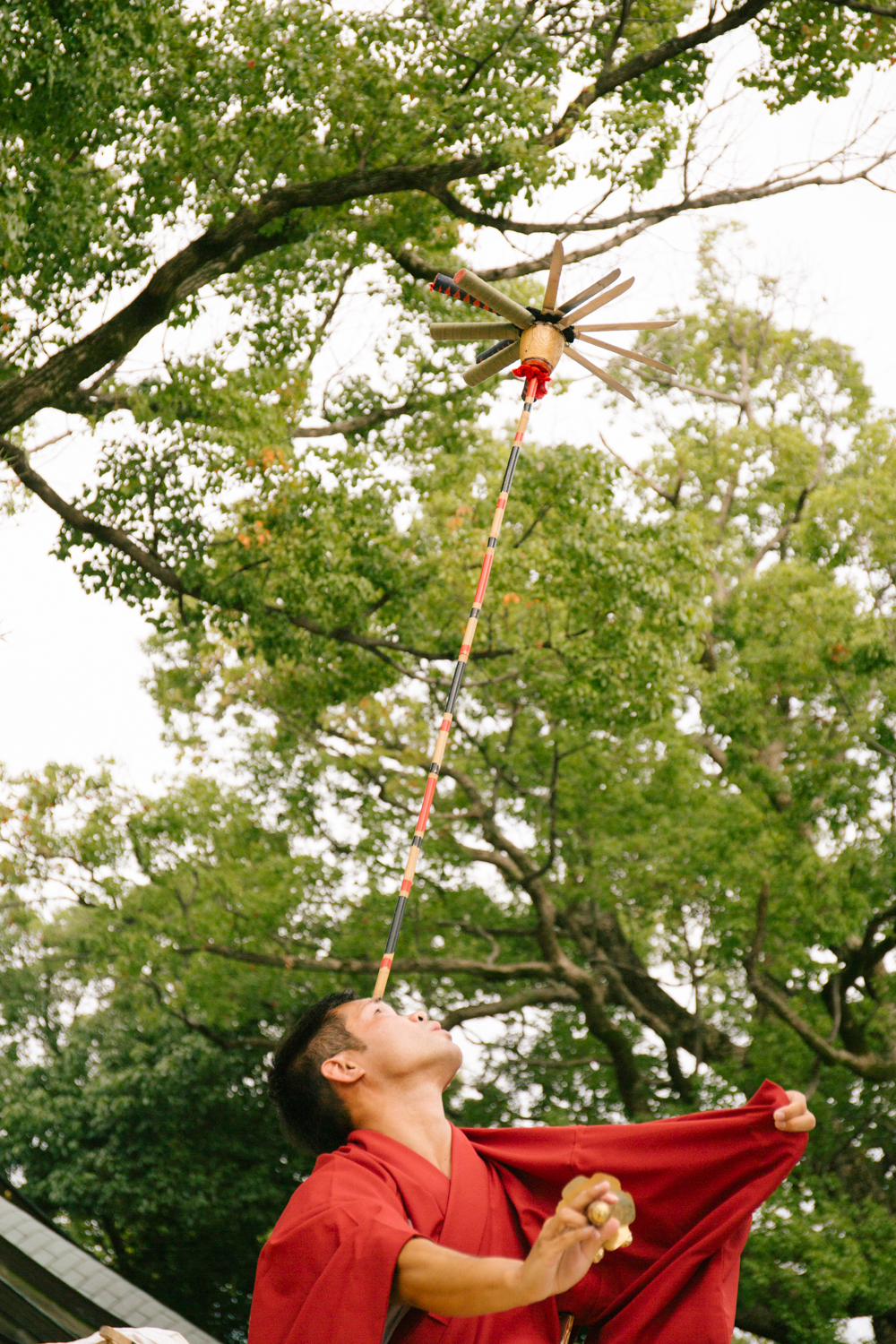
山本勘太夫

### 山本勘太夫家
令和４年に新興された伊勢大神楽講社の一般社団法人部門を組織し文化財の保護活動や人材育成部門を一手に担う。
屋号の通称は東山。江戸期よりの古参の家元だが明治三十年には後継者の引き継ぎ手がおらず一度活動を休止している。その後も昭和期に跡取りが相次ぎ戦死に見舞われるなど、半世紀以上の活動休止を経て昭和四十六年に再興を果たした。全国各地での公演活動やNHKなど各種メディアへの出演や伊勢大神楽の枠を超えた活動を行う社中である。古来は滋賀県・島根県・兵庫県を主な檀那場としていたが、再興後は滋賀県・大阪府・岡山県・広島県を檀那場としている。

### 加藤菊太夫家
一般社団法人 伊勢大神楽講社所属社中。神楽支配を家職としていた公家・持明院家と深い繋がりを持ち、主に鳥取県を檀那場としていた加藤孫太夫の分家にあたる社家。誕生は明治期であり伊勢大神楽講社の歴史において最も新しい社家である。檀那場以外での総舞披露や公演活動にも力を入れており、出雲大社と伊勢神宮双方で奉納を行う唯一の社中である。また、全国各地に伝承が残る伊勢大神楽系の保存会の中で唯一『伊勢大神楽講社紀州支部 山城修社中(三重県尾鷲市)』を下部団体として公認・交流している。後継者不在により令和時代に廃業危機を迎えたが、一般社団法人部門の直営となり再興中である。古来よりの檀那場は滋賀県・鳥取県・岡山県・島根県・大阪府・兵庫県。

### 山本源太夫家
伊勢大神楽の宗家であり、伊勢大神楽講社の宗教法人部門の代表である。屋号の通称は北山。二十二代目山本源太夫は伊勢大神楽講社の創始者であり、現在の伊勢大神楽の礎を築いた。慶長年間に太夫村を開発した二名の一人、山本市太夫は山本家の祖先であり、三重県鈴鹿市山本町に鎮座する伊勢一之宮椿大神社に出自を持つとの伝承も存在している。古来よりの檀那場は滋賀県・福井県・大阪府。

### 森本忠太夫家
屋号の通称は東森本。森本家独自の祭式や習慣も多く、現存する五つの社家において最も古の様式を残すと言われる。また、特に獅子舞の舞手・音曲に於いては一貫して改変を行わず、古式の手が現代までそのまま引き継がれていると伝えられている。回檀においては、塩飽諸島や小豆島など本土を離れての旅を行う唯一の社中でもある。現在は世代交代の時期を迎えており若手が多数入門している。古来よりの檀那場は滋賀県・京都府・岡山県・香川県。家元は伊勢大神楽講社の責任役員を担う。

### 石川源太夫社中
江戸後期～明治初期まで太夫村と勢力を二分していた東阿倉川村(三重県四日市市)系の家元である。太夫村の家元達が増田大明神(天照大神)を祭神として斎奉するのに対し、東阿倉川村の家元達は高宮大明神(豊受皇太神荒御魂)を祭神として斎奉している。東安倉川の伊勢大神楽が衰退を始めたのを機に活動の拠点を桑名へ移し、伊勢大神楽講社の家元として増田神社の祭礼に参加している。尚、2008年に社家である石川家が伊勢大神楽講社へ名跡返還を行なった為、現在は山本勘太夫の分家が名跡を継ぎ社中を率いている。檀那場に応じて加藤源太夫・伊藤森蔵など旧名で活動を行っている。滋賀県・和歌山県・大阪府・三重県を檀那場としている。

### 山城修社中(加藤菊太夫社中所属)
桑名以外に本拠を置きながら公式に伊勢大神楽講社に加盟が認可された社中も存在する。三重県尾鷲市の『山城修社中』では昭和に地元の楽団が東阿倉川系伊勢大神楽の石川源太夫組から神楽の伝承を受け、地元の少年たちが神楽の習得に励んだ。後に伊勢大神楽講社から下部団体として正式に認可されており、同社中の正月、伊勢神宮(内宮)の『おかげ横丁』回檀・総舞は、大変有名である。伊勢大神楽講社所属の社中として、他の社家と遜色無い活動を続けており三重県・奈良県を主な檀那場としている。

### 廃業した家元（社家）
- 加藤源太夫家 - 平成に廃業。現在は石川源太夫社中が回檀を引き継いでいる。
- 加藤孫太夫家- 昭和に廃業。加藤菊太夫家の本家にあたる。
- 大塚七太夫家 - 江戸後期に廃業。旧名は石橋七太夫。
- 岡田忠太夫家- 江戸後期に廃業。檀那場の一部地域は加藤菊太夫社中へ引き継がれている。
- 松井嘉太夫家 - 平成に廃業。他の社家が滋賀県から正月の回檀を始める中、岐阜県を正月の檀那場としていた。
- 安田市太夫家- 昭和に廃業。
- 森本長太夫家- 昭和に廃業。森本忠太夫の分家。
- 佐々木金太夫家- 明治に廃業後、他の家元の援助を受け昭和まで活動。
- 山本長太夫 - 昭和初期に伊勢大神楽講社を除名処分となり、後に和解し正式に廃業した。現在でも「山本長太夫」の名義で活動する組が複数存在しているが、他府県の有志者により長らく檀那場が守り伝えられている例もあれば、名義の買い手が権利の転売を繰り返し新たな太夫名を自称する例など様々な事例が確認できる。これら存在は桑名市太夫に保管される明治21年（1888年）の資料にて“同種類ノ業”として確認できる。[4]

注意点：森本長太夫など上記の社家は廃業に際し、親族が三重県桑名市増田神社“増田大明神”に名跡・獅子頭・御魂の返還を行っている。
廃業した社家の名跡を名乗る団体が現在も活動している例が報告されているが、旧社家の獅子頭・御魂・名跡は増田神社及び伊勢大神楽講社にそれぞれ返還されており、現在、同名を名乗る団体と増田神社に一切の関連はない。

## 伊勢大神楽 太夫家の身分
発祥と推察される近世における伊勢大神楽の太夫の身分は神職身分（増田神社社人）である。太夫達は各国の大名と強い師檀関係を築いた上、幕府公認の元で諸国に檀那場を築いた。各藩の領内を回檀する際は、まず城内にて総舞・神楽奉納を執り行っており藩主の「御武運長久・国家安全」などを祈念した。桑名市には現在でも各藩の通行手形・往来手形に加え、江戸幕府より授かった神道裁許書・伊勢神宮祭主からの神道伝授の署名である祭主下文などが厳重に保管されている。

## 太夫村
寛政9年（1797年）上梓の『伊勢参宮名所図会』巻之三に「太夫村」に関する記述があり、「桑名の近村なり。このところより代神楽獅子舞六組、また三重郡阿倉川村より六組、巳上十二組出づる。諸国竈祓いをなす。故に太夫村といふ」と記されている。太夫村の開発は山本十右衛門・山本市太夫の二名によって慶長年間の前後に開発されたと伝承されている。尾張国津島神社の御師である師職三十戸と大神楽を生業とする神楽職十二戸の全四十二戸の村であった為、桑名藩主松平定綱（在任1635年 - 1651年）が村名を太夫村と名付けた（開発初期は上上野村の名称で呼ばれた）。

## 増田神社・伊勢大神楽講社

### 増田神社

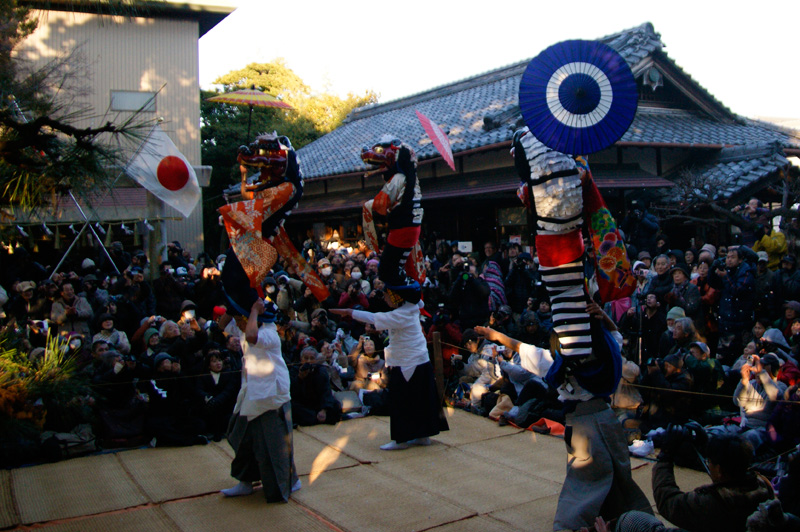
12月24日『総舞』の様子。

増田神社は伊勢大神楽の太夫(家元)達が奉斎する彼らの守護神であり通称『増田(益田)大明神』と呼ばれる。祭神は天照大神・武御雷命・経津主命・保食命の四柱である。一年を通じて太夫達は回檀の旅を続けるが、本拠地である増田神社では年末の例大祭を中心とする年中行事が四季を通じて執り行われている。例大祭翌日の十二月二十四日の『総舞』では全ての家元が太夫村へ帰還し盛大に総舞を奉納する為、全国から参拝者が集まる。

### 伊勢大神楽講社

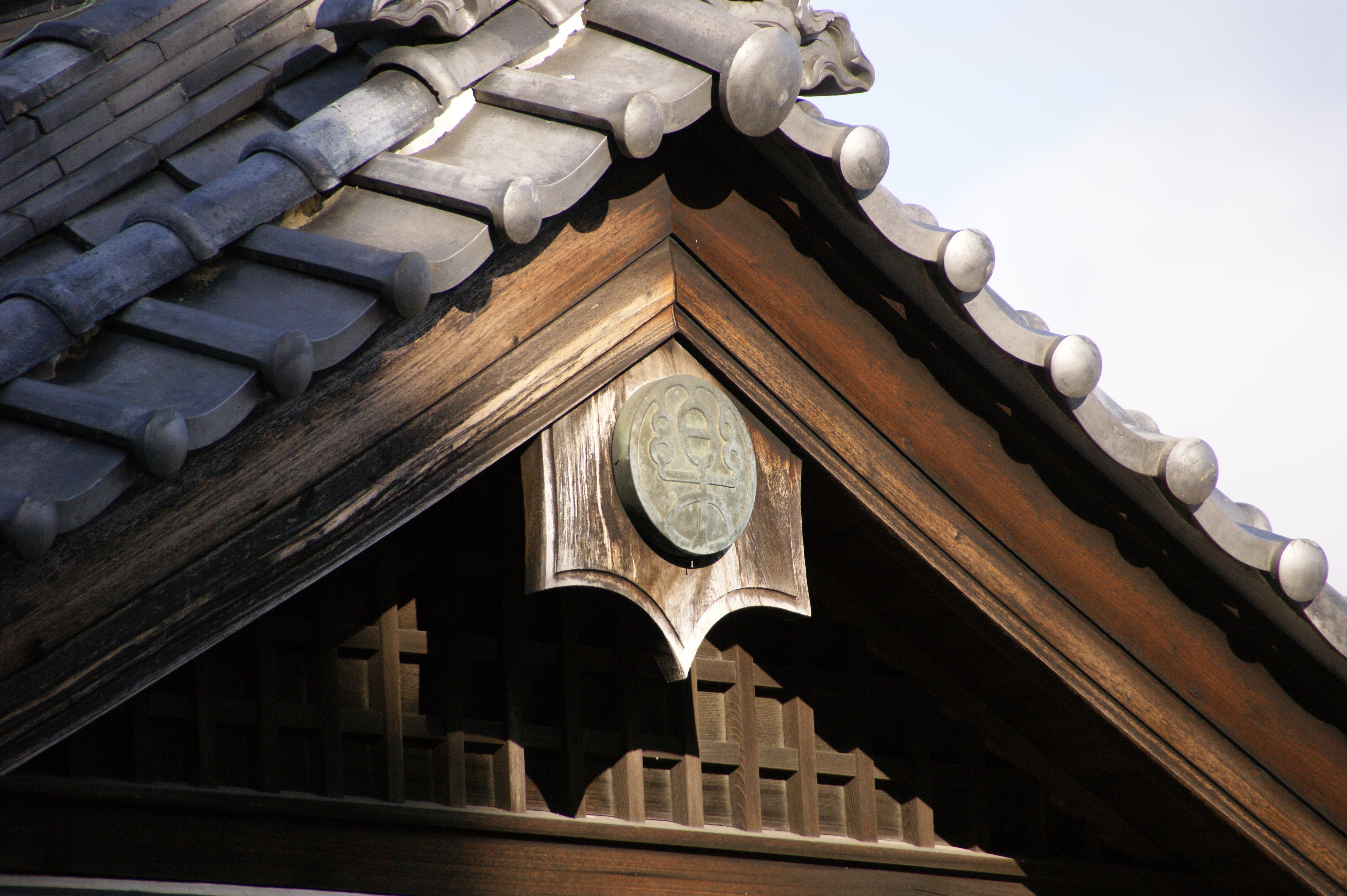
伊勢大神楽講社の象徴『和楽紋』

かつては伊勢国桑名以外にも尾張国・三河国（現在の愛知県）などで伊勢大神楽を生業とし活動した村・集団が存在した事が確認されている。旅芸人や遊芸者など、複数の伊勢大神楽を名乗る同業種が全国各地で活動するに至ったため、近世に入り本拠地である桑名太夫を中心に同業者組合を設立し明確な規則作りが進められた。本拠地である太夫村の社家に加え、兼ねてより太夫と交流が盛んであった東阿倉川村の社家も一部が組合に加盟し江戸後期には伊勢大神楽の同業種組合“獅子舞同盟”が結成されている。戦後、宗教法人法施行に伴い宗教法人“伊勢大神楽講社”となった

## 活動圏
現在の伊勢大神楽の活動範囲は三重県・滋賀県・和歌山県・京都府・大阪府・福井県・兵庫県・岡山県・鳥取県・広島県・山口県・島根県・香川県の二府十一県に及んでいる。また、2008・2009年の加藤菊太夫社中による韓国公演など、檀那場以外への公演活動も積極的に行われている。

## 神宮との繋がり

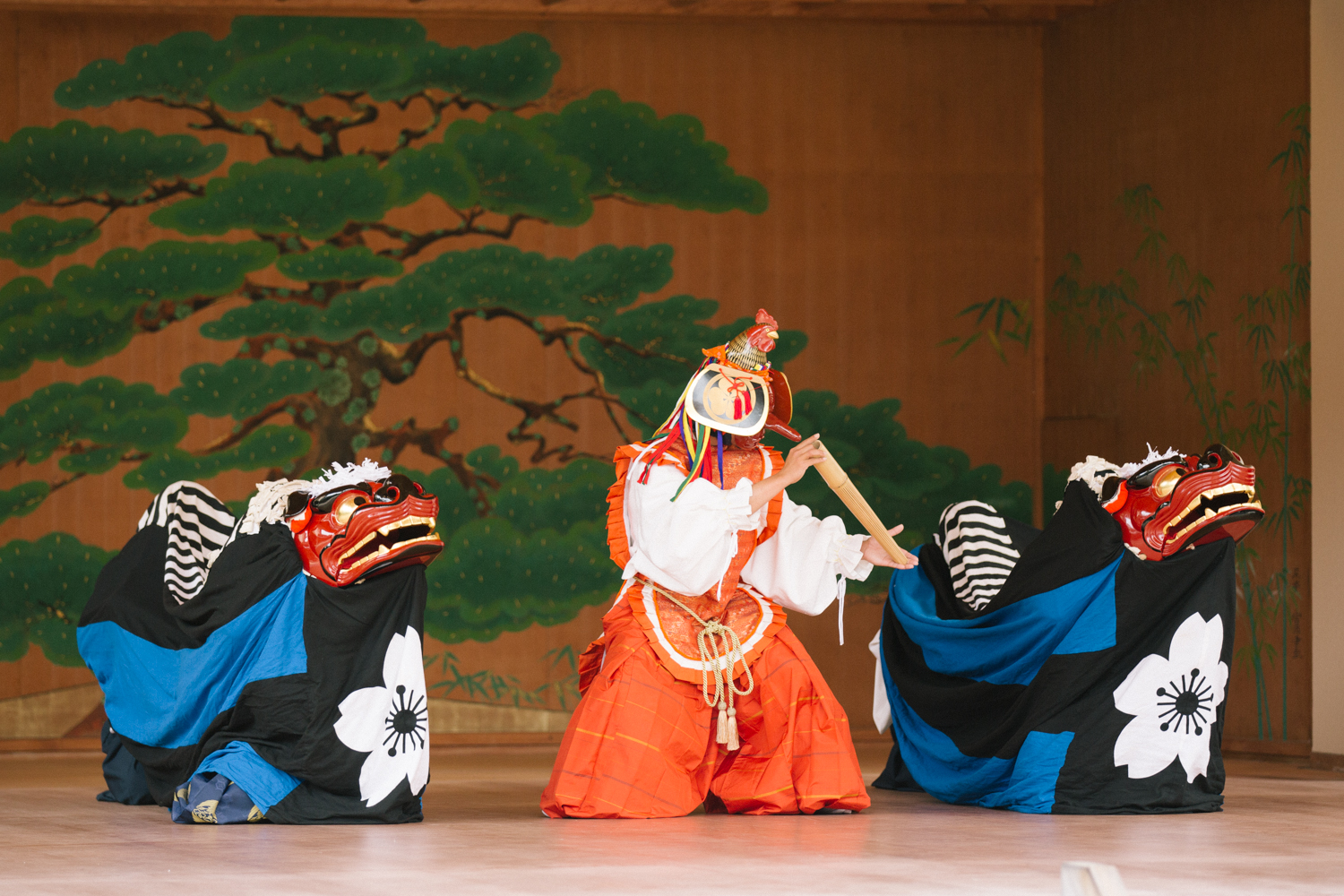
内宮参集殿能舞台での総舞の模様

江戸期の桑名は東海道における伊勢国最初の宿場町であり熱田から伊勢に至る海路“七里の渡”は、お伊勢参りの名所として知られる。中世には伊勢神宮の神人の活動が行なわれ、文治元年（１８５年）には神宮領を管理する役所が置かれるなど、古来より伊勢神宮と桑名には深い繋がりがあった。太夫村の家元達は、江戸時代に伊勢神宮祭主より神道免許を受け、神宮大麻を持ち全国を回檀した。また、12月23日に増田神社にて執り行われる『神講』は、年に一度本殿の御扉が開放され益田大明神の降臨を迎える最も尊ばれる祭事であるが、この祭事は江戸時代、年に一度伊勢内宮の御師『荒木田孫福館太夫』を太夫村にて迎え入れ、共に祭事を行った事に由来したものである。かつては遷宮の年のみ内宮・外宮にて神楽奉納を執り行うのみだったが、現在では毎年4月14日には全家元・神楽師達が内宮へと御垣内参りし、内宮参集殿能舞台にて総舞を奉納するなど、明治4年の神宮改革を経て御師制度が廃止となった現在でも神宮との繋がりが続いている。

## 伊勢大神楽の一年
伊勢大神楽の各社中は古来より受け継がれてきた檀那場を今日まで守っている。宗家山本源太夫の一年を例示すると、一行は大晦日に三重県桑名市を出発し、同日中に滋賀県愛知郡愛荘町に入る。元旦には愛知川の八幡神社にて一年の舞初めを行った後、回檀を始め四月まで東近江市・近江八幡市・長浜市など同県下を回檀している。四月十四日には一度三重へと戻り、伊勢大神楽講社の全家元・神楽師達が伊勢神宮へと御垣内参りし、内宮参集殿能舞台にて総舞を奉納している。五月には福井県へ移動し越前市・福井市・鯖江市を順次回檀する。九月から大阪府へと移り藤井寺市・松原市・堺市・羽曳野市・富田林市・狭山市等を回檀し十二月の神講(増田神社の例大祭)に合わせ桑名へと帰っていく。

## 地元桑名での活動
一年の大半を回檀の旅に過ごすと言われる伊勢大神楽だが、回檀の最中であっても、三重県下での祭礼・行事の際は必ず一度桑名へ戻っている。四月二日は太夫たちの菩提寺である桑名市大福田寺の『桑名聖火秘火渡り祭り』、十月十三日には桑名江場の神館神社にて山本源太夫組が総舞を奉納している。また、十二月二十四日には本拠地である太夫の増田神社に伊勢大神楽の全家元が帰還し総舞を奉納している。
2016年8月21日には桑名石取り祭りの総本山として知られる桑名宗社(春日神社)にて総舞を奉納している。また、桑名市内の桑名市立中央図書館ではKCL桑名市映像アーカイブスのコーナーが常設されており、伊勢大神楽に関する映像資料が自由に閲覧可能となっている他、十二月には二十四日の総舞に駆け、館内に関連書籍の特設コーナーが設けられるなど、地域と密接した活動が続けられている。

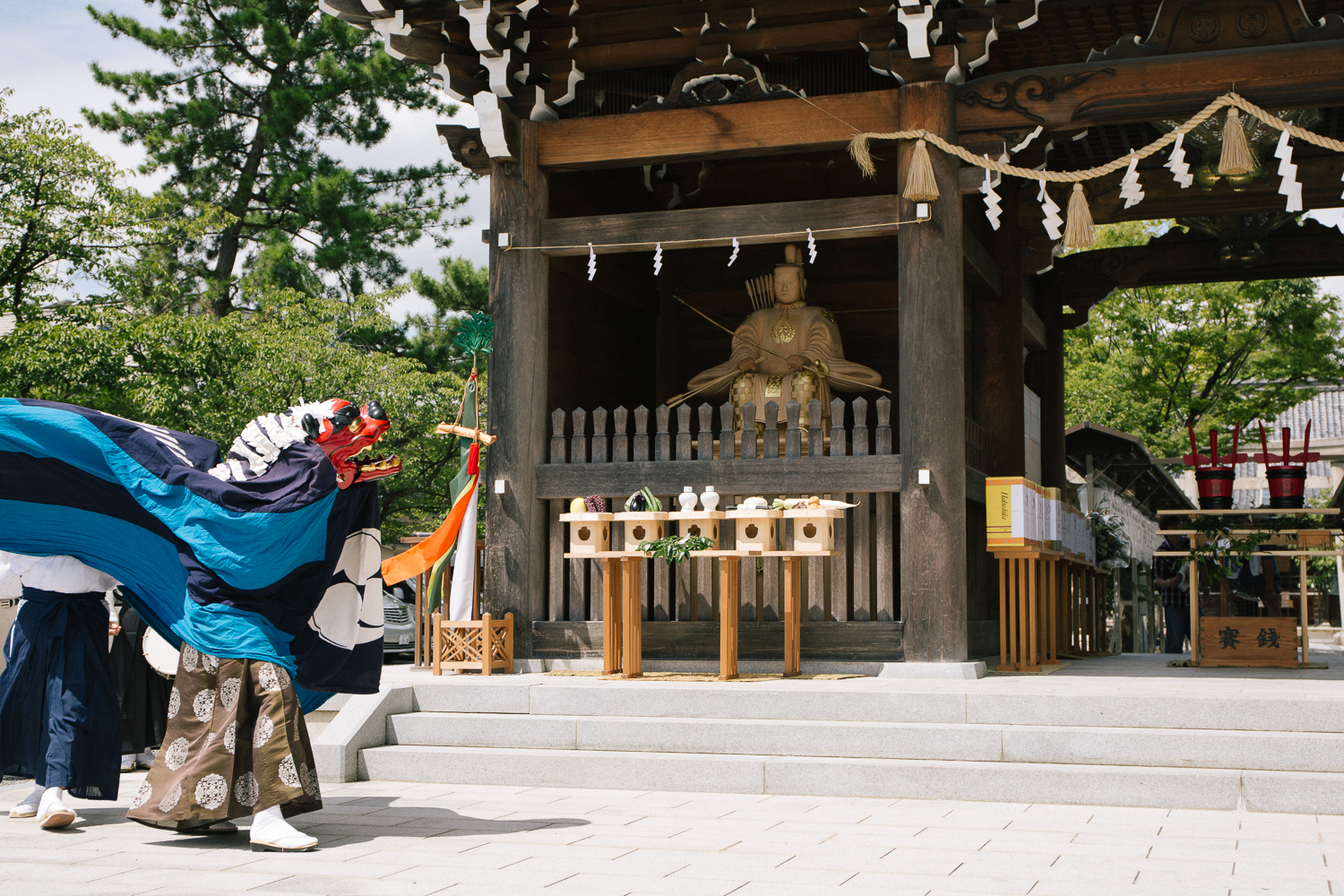
地元桑名「桑名宗社(春日神社)」での総舞奉納の様子

## 伝承が残る伊勢流神楽
伊勢大神楽は各地の村落の神事・祭事と古来より深い結びつきを持っている。その為、家元が廃業し伊勢大神楽の回檀が途絶えてしまった地域では、村人達自身が神楽を舞うなど、地域の祭りへと姿を変え現在まで伝承されている事例も多い。
大阪府河内長野の『西代神楽』では明治中期に東阿倉川系伊勢大神楽の伊藤森蔵組から村人が直接、神楽を習得したと伝承され、今日では河内長野市の無形民俗文化財の指定を受けている。
また、現在の伊勢大神楽活動圏外で伝承が確認されている例もあり、青森県の下北半島一円では300年以上も昔、伊勢大神楽より教えを受けて当地で独自に発展した下北神楽が伝承されており、平成３０年に青森県むつ市大畑は大畑八幡宮より山本勘太夫社中が歴史のルーツであるとして招聘を受け、回檀・総舞を奉納した事が双方より公表されている。

## 桑名以外の伊勢大神楽
伊勢大神楽には、古くから発祥である三重県桑名市以外にも同名の伊勢大神楽を名乗る人・団体の活動が確認されている。他府県の団体であっても同名で呼称する事から各メディアで混同して報じられる事が多いが、文化財の指定において、国の指定に先だって昭和29年に三重県指定文化財を受けていることからもわかるように、監査対象となったのは三重県桑名市の伊勢大神楽講社（増田神社）のみであり、他府県の団体を三重県桑名の伊勢大神楽と結びつけるのは間違いである。実際に、450年～600年の歴史を持ち伊勢神宮の代参を担った伊勢大神楽講社（増田神社）と昭和(戦後)に他府県で伝承・後発的に発生した伊勢大神楽の人・団体は無関係であり、異なる文化を第三者が名称によって混同しているのが実情である。※同種類ノ業の中には独自に法人化しホームページなどで三重県桑名市や増田神社を由緒としてを公表する団体も存在するが、これまで整合性の取れる記録は確認されていない。

## 総舞

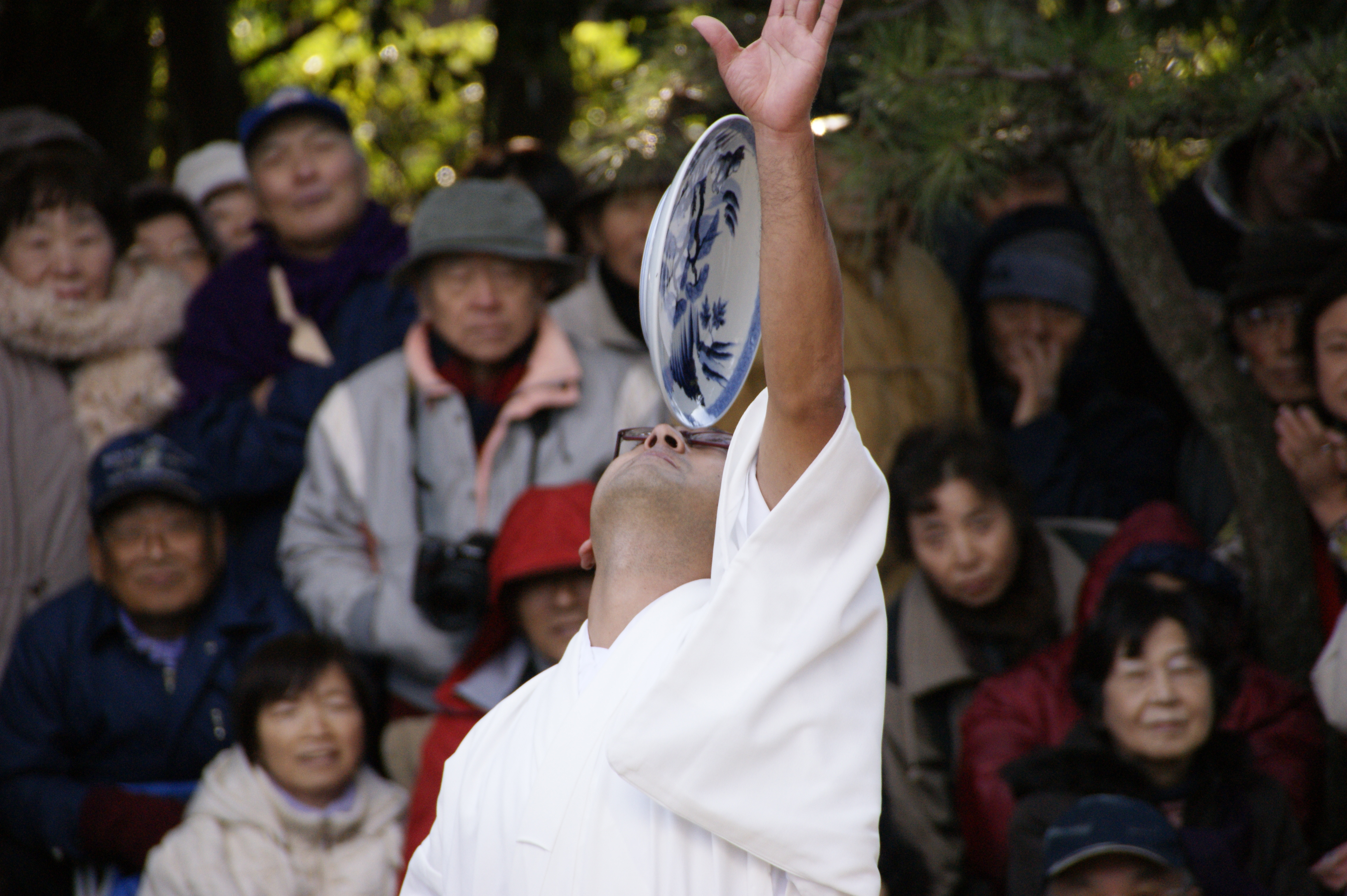
放下芸

村内各戸で竈祓いを行う際に獅子舞を舞うとともに、村内産土神社境内等で、総舞と呼ばれる芸能を披する。概ね曲目に「舞」と付くのが獅子舞、「曲」と付くのが放下芸と呼ばれる曲芸で、曲目の間合いにはチャリと呼ばれる道化師と放下師とが萬歳を演じる。

### 鈴の舞
伊勢大神楽の始まりの儀式。左手に御幣、右手に鈴を握り、さやさやと振り鳴らして、天照大神や八百万の神々の御神徳を受け、鎮魂を行う。ゆっくりとした優美な舞。

### 四方の舞
鳥兜をかぶった猿田彦が二頭の獅子を誘導し、獅子は御頭を左右左と振って悪魔を祓う。やがて、獅子はしばし眠ってしまうが、鶏の鳴き声ではね起き、天地四方を祓い清める。誠に荘厳な舞。

### 跳の舞
疲れて眠っている獅子の脇を、簓をすり鳴らして猿田彦がはね跳ぶ。獅子は時々眼を開けるが、また眠ってしまう。
猿田彦は獅子を起こそうとして、さらにはね跳ぶ。猿田彦が獅子の後方をゆすると、お尻からひょっとこ面をかぶった益人が生まれる。

### 扇の舞
猿田彦が扇をひらひらさせて、獅子にじゃれかかる。獅子は扇が欲しくて猿田彦につきまとい、扇に向って跳びあがったり、噛みつこうとしたりするが、なかなか奪うことができない。修練を重ねた獅子に、ついに猿田彦は扇を与えてやる。獅子は大喜びして、乱舞する。

### 綾採の曲
天照大神に捧げる神衣を織る機織りの杼の動きを表わした曲で、あやとり糸のようにバイ（木棒）をあやつる放下芸。二本のバイを空中高く放り投げることから始まり、やがて三本のバイを自在にあやつる。

### 水の曲
水をつかさどる神々をたたえ、感謝する曲。とくに農業に関係した水難、ひでりなどが起こらないように、穀物の豊かな実りを祈る。クライマックスの「長水」では、何本もの竿を継ぎ足して空高く掲げ、長い竿の先から細い色紙を垂らし、ひるがえさせる。

### 皿の曲
「水の曲」の後半は「皿の曲」と呼ばれ、何本もの竿を継ぎ足した長い竿の先で皿をまわしたり、
皿を空中に突き上げて、再び竿の上に戻し、まわしたりする。

### 吉野舞
壬申の乱の時、大海人皇子（天武天皇）はいったん吉野に身を隠したのち、桑名で宿泊し、増田神社の辺りから伊勢神宮を遥拝し、戦勝を祈ったと伝える。この古事にちなんで吉野舞と名づけられた優美な舞で、神剣を抜き放って朝敵を討伐するさまを表現する。舞にあわせて美しい神楽歌が唄われる。

### 手毬の曲
バイと毬を巧みに使いこなす放下芸。テンポの速い爽快な曲。

### 楽々の舞
笹の枝葉に御幣を付けた忌竹を猿田彦が持ち、悪霊や災危が襲って来ないように、番をする。ところが猿田彦がまどろみ、眠ってしまうと、隠れて様子をうかがっていた獅子が猿田彦に戯れかかる。最後に猿田彦は忌竹を左右左に振って祓い清め、獅子もその中を舞い清める。豊年を祝い、来る年もよい年でありますようにと祈念する舞。

### 傘の曲
から傘の上で、手毬、茶碗、銭など色々なものをまわす放下芸。物事が円滑にすらすらとまわってゆく様子を表した曲で、最後に枡をまわし、ますます繁昌ということで終わる。

### 劔の舞
まず御頭が宝剣を口にくわえて高く掲げ、天地四方を舞い清めて、宝剣で邪気を切り祓う。悪魔祓いの舞。静かな笛と、力強い太鼓の響きとともに舞う神々しい舞である。

### 献燈の曲
奉燈の曲とも言い、天照大神の恩恵を謝し、一年十二ヶ月分の御燈明をささげ奉る。十二個の茶碗を巧みに積み上げて、献燈になぞらえる。手拍子と太鼓にあわせて神楽歌が唄われ、次に祇園囃子となり、最後は御木曳きの唄で終わる。

### 神来舞
一年の祓いをするため、一月から十二月までの十二段で構成される。右手に鈴、左手に御幣を持ち、胸のあたりの舞布を巻いて左手中指の先にかけ、尾の方も後持ちが舞布を巻いて持ち、美しくしっとりと舞う。左右左と清め祓う。

### 玉獅子の曲
善良な翁は、円満無欠で縁起のよい玉を持っていたが、獅子に奪われる。取り戻そうとするが、なかなかうまくいかない。ようやく玉を取り戻した翁は、突如出現しただるまとともに、大喜びで駆け回り、去って行く。たいへんユーモラスな曲。

### 劔三番叟
数本の剣を使い分けて、上下四方八方の邪気を祓い、災いを除く。初めに太鼓、手拍子にあわせて神楽歌を唄い、そののち数本の短剣を手玉にとる。これが終わると、六本の短剣を竿の上に乗せ、額に立てて、鈴と扇を使い、三番叟をふむ。

### 魁曲
伊勢大神楽の最後をしめくくる曲。江戸時代、伊勢神宮に参拝を果たした人々は、古市の遊郭で精進落としの遊びを楽しんだ。この曲は、その古市の賑わいを表現したもので、振袖姿の花魁に扮した獅子が日傘をさし、伊勢音頭にあわせて、花魁道中を行なう。最後に獅子が舞布の中に顔を隠したかと思うと、オカメ（天鈿女命）に早変わりして、見る者を驚かせる。オカメが袖で顔を隠し、恥ずかしそうに獅子に乗り遊んで終わる。

## ドキュメンタリー
- 新日本紀行「旅する獅子〜山陽・近江路〜」（1972年、NHK）[7]